# Pleine-Selve (Gironda)
Pleine-Selve é uma comuna francesa na região administrativa da Nova Aquitânia, no departamento da Gironda. Estende-se por uma área de 4,24 km². Em 2010 a comuna tinha 223 habitantes (densidade: 52,6 hab./km²).